# Landers
Pour les articles homonymes, voir Landers (homonymie).
Landers est une petite communauté éparse dans le comté de San Bernardino, dans le désert des Mojaves en Californie. Située à 22 kilomètres au Nord de Yucca Valley, Landers se trouve dans la vallée de Homestead, au Nord-Est de Flamingo Heights.

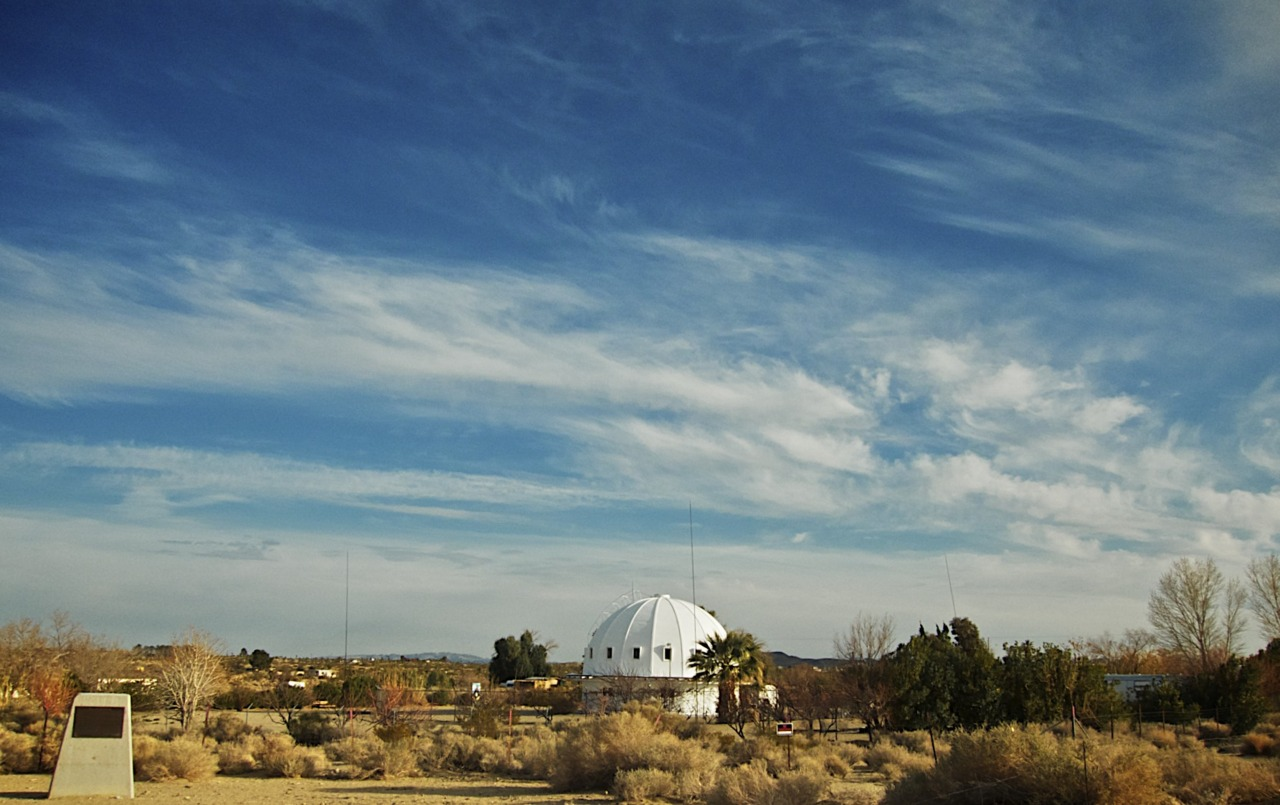
L'Integratron de George Van Tassel à Landers

La population de Landers est estimée en 2024 à 2 332 personnes. Landers a son propre bureau de poste, une école élémentaire et quelques commerces. Landers avait également un aéroport, le Landers Airport, qui n'est plus opérationnel.
La majorité des routes de Landers sont en terre ou en sable. Beaucoup de ses habitations sont des maisons préfabriquées ou des résidences mobiles.
Landers est situé à 1 000 mètres au-dessus du niveau de la mer. La température peut y avoisiner les 50º celsius en été.
Sur le territoire adjacent à Landers se trouve le Giant Rock, un des plus gros cailloux du monde. Il occupe 540 m2 au sol et a la hauteur d'un immeuble de sept étages. Ancien lieu sacré pour les Indiens, l'endroit a été très fréquenté durant les années 1950 et 70, quand il était le point de ralliement de tous les passionné d'OVNIs. George Van Tassel, l'habitant le plus célèbre de Landers, y a construit, non loin, l'integratron, un bâtiment en forme de dôme élaboré suivant des plans transmis, selon ses dires, lors de rencontres avec des extraterrestres. Cette construction devait servir à faire des recherches sur la régénération du corps humain et sur les voyages temporels.
Landers a été, le 28 juin 1992, l'épicentre d'un tremblement de terre d'une magnitude de 7.3 qui a causé de nombreux dégâts et la mort d'un enfant de trois ans.
Le code postal de Landers est le 92285.